# Karl Heumann (Politiker)
Karl Jakob Philipp Georg Heumann (* 27. Februar 1804 in Seeheim; † 14. November 1876 in Dornheim) war ein hessischer Pfarrer und Politiker und Abgeordneter der 2. Kammer der Landstände des Großherzogtums Hessen.

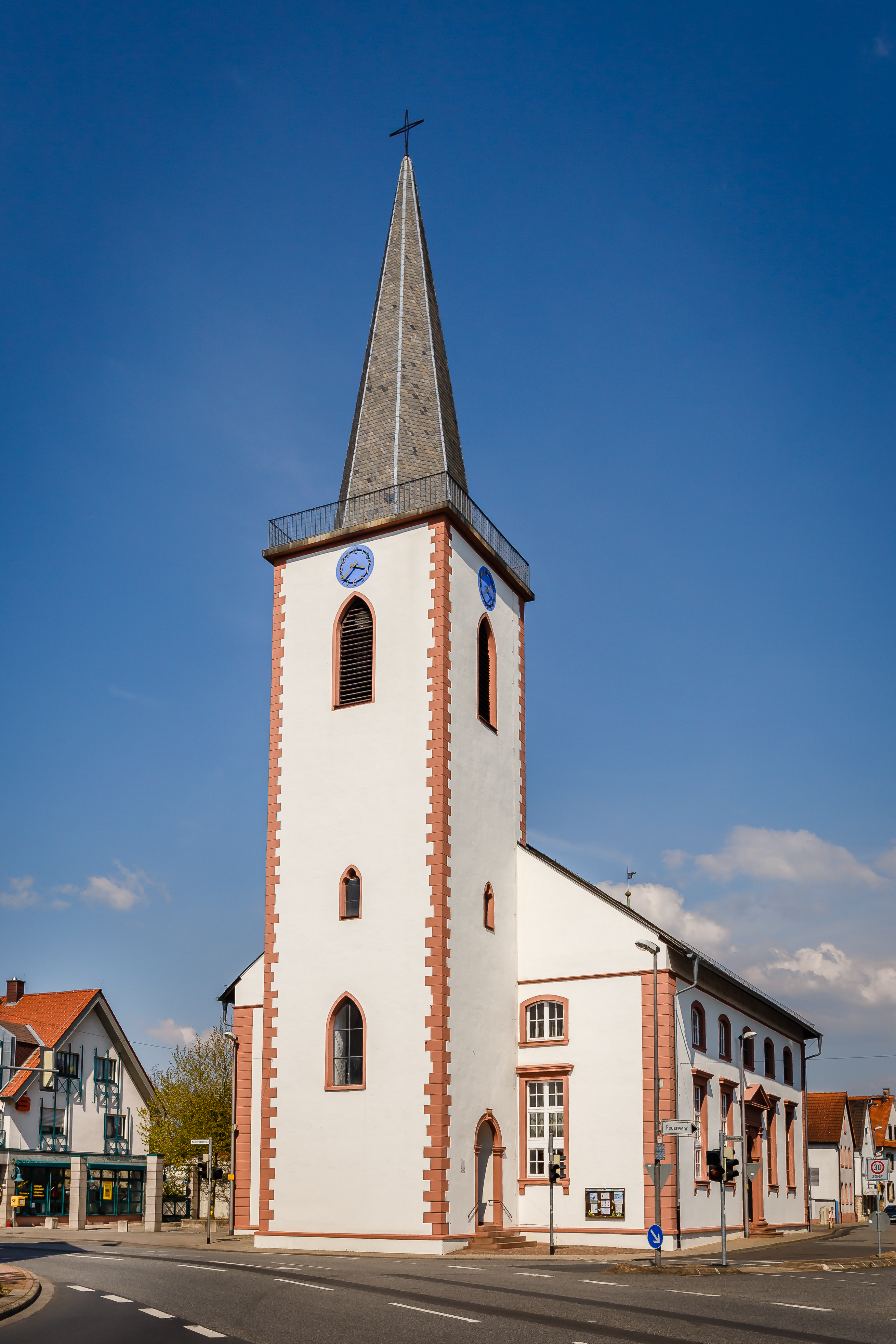
St. Michael in Dornheim: Wirkungsstätte von Karl Heumann

Karl Heumann war der Sohn des Generalkasskanzlisten und Amtsschreibers Ludwig Christian Friedrich Georg Heumann und dessen Ehefrau Wilhelmine Philippe, geborene Gantzert. Heumann, der evangelischen Glaubens war, war verheiratet. Er war 1834 bis 1850 Mitprediger und 1850 bis 1876 Pfarrer in Dornheim.
Von 1856 bis 1862 gehörte er der Zweiten Kammer der Landstände an. Er wurde für den Wahlbezirk Starkenburg 2/Groß-Gerau gewählt.